# 27764 von Flüe
(27764) von Flue, denumire internațională (27764) von Flüe, este un asteroid din centura principală de asteroizi.

## Descriere
27764 von Flüe este un asteroid din centura principală de asteroizi. A fost descoperit pe 10 septembrie 1991 la Tautenburg de Freimut Börngen. Asteroidul prezintă o orbită caracterizată de o semiaxă mare de 2,92 ua, o excentricitate de 0,06 și o înclinație de 2,1° în raport cu ecliptica.